# Algacyr Munhoz Maeder
Algacyr Munhoz Maeder (Curitiba, 22 de abril de 1903 — Curitiba, 29 de dezembro de 1975) foi um professor, escritor e político brasileiro. Professor de física, é autor de diversos livros sobre matemática e foi prefeito de Curitiba em 1945.

## Biografia
Lecionou em diversas instituições, entre estas a UFPR, fundando o Centro Politécnico e o Departamento de Matemática. Chegou a Reitor da UFPR nos anos de 1971 a 1973. Foi membro do Conselho Federal de Educação.
No início da década de 1930 houve duas grandes polêmicas de Malba Tahan contra Jacomo Stávale e Algacyr Maeder, respectivamente, sobre disputas editoriais, das publicações didáticas em matemática, entre Rio de Janeiro e São Paulo/Paraná. O Professor Miguel Milano de São Paulo também foi alvo dos mesmos ataques mas não participou da polêmica. Malba Tahan, apoiado por alguns professores do Colégio Pedro II do RJ, e Jacomo Stávale e Maeder por politécnicos, padres, militares e outros docentes diversos que utilizavam suas obras. Cumpre lembrar que, seis anos após a morte de Stávale, em 1962, Malba Tahan inclui em nova edição do seu livro "Matemática divertida e delirante" textos por ele escolhidos, da discussão com Stávale, sob o título "Uma polêmica entre matemáticos", colocando-se como vencedor da mesma.
Curiosamente Algacyr Maeder que, na década de 1930, também respondeu duramente às críticas de Malba Tahan, em jornais da época, contestando ponto a ponto as críticas recebidas, não teve o mesmo tratamento. Malba Tahan não fez réplica às respostas de Maeder e ambos faleceram em 1974 e 1975, respectivamente, sem novas publicações próprias sobre o assunto.
Em 1972, o então presidente da República concedeu-lhe a Ordem Nacional do Mérito Educativo. As demais homenagens ao professor catedrático Algacyr são:
- Em Curitiba, no Bairro Alto, encontramos o Colégio Estadual Professor Algacyr Munhoz Maeder;
- Também em Curitiba, agora no C.I.C., foi denominado uma via do bairro como Rua Professor Algacyr Munhoz Mader;
- Na cidade de São Paulo encontramos a Rua Professor Algacir Munhoz Maeder, localizada no distrito da Brasilândia.

## Obras
- Resolução e Discussão das Equações dos Primeiro e Segundo Gráos a Uma Incógnita (Tese) - 1927
- O Conceito do Número (Tese) - 1927
- Gymnasio Paranaense Nº 1 Anno 1 - 1929
- Álgebra Elementar (primeira parte) - 1931
- Álgebra Elementar (segunda parte) - 1928
- Álgebra Elementar Volume Único (adaptado à Reforma Francisco Campos) - 1933
- Tábuas de Logarítimos e Formulário de Matemática - 1943 (Edições Melhoramentos)
- Lições de Matemática (Série completa, em cinco volumes, para o antigo Ginásio antes da Reforma Capanema)
- Curso de Matemática (Série completa, em quatro volumes, para as atuais 5ª à 8ª séries do Ensino Fundamental) - 1942, 1ª edição
- Curso de Matemática (Série completa para o atual Ensino Médio em três volumes) - 1946, 1ª edição
- Matemática Curso Comercial Básico (em quatro volumes)